# Territoriale prelatuur Jesús María
De territoriale prelatuur Jesús María (Latijn: Praelatura Territorialis Nayariana de Iesu et Maria) is een rooms-katholieke territoriale prelatuur met als zetel El Nayar, in Mexico. De territoriale prelatuur is suffragaan aan het aartsbisdom Guadalajara. 

## Geschiedenis
De territoriale prelatuur werd opgericht op 13 januari 1962, uit delen van het aartsbisdom Durango en de bisdommen Colima en Zacatecas.

## Parochies
De territoriale prelatuur had in 2021 een oppervlakte van 25.000 km2 en telde 152.250 inwoners waarvan 89,7% rooms-katholiek was.

## Bisschoppen
- Manuel Romero Arvizu (24 mei 1962 - 27 juni 1992)
- José Antonio Pérez Sánchez (27 juni 1992 - 27 februari 2010)
- José de Jesús González Hernández (27 februari 2010 - 11 februari 2022)
- sedisvacatie

Guadalajara (aartsbisdom) · Aguascalientes · Autlán · Ciudad Guzmán · Colima · Jesús María (territoriale prelatuur) · San Juan de los Lagos · Tepic